# Karl Friedrich von Hirschfeld

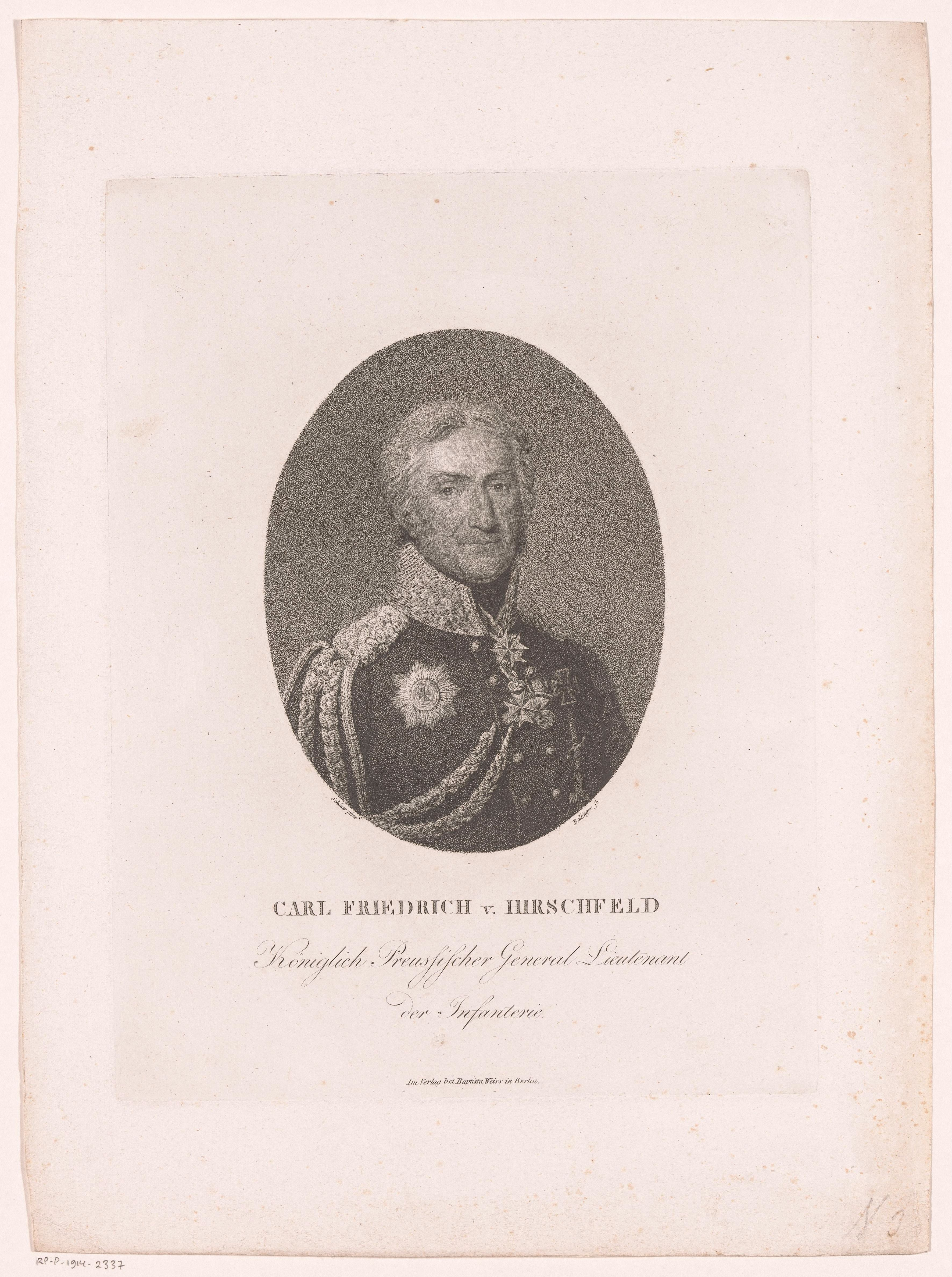
Carl Friedrich von Hirschfeld. Königlich Preußischer Generallieutenant der Infanterie; Punktier-Kupferstich von Friedrich Wilhelm Bollinger nach einem Gemälde von Georg Friedrich Adolph Schöner, nach 1813

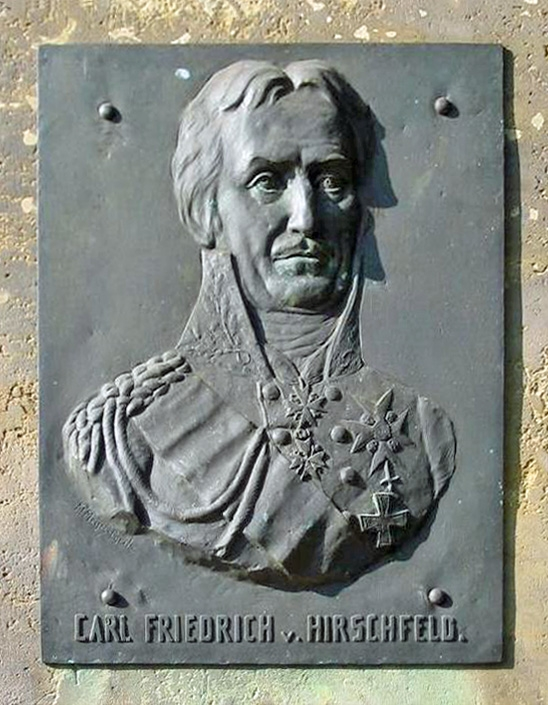
Platte am alten Hagelberg-Denkmal von 1849

Karl Friedrich Hirschfeld, ab 1787 von Hirschfeld (* 1747 in Münsterberg, Niederschlesien; † 11. Oktober 1818 in Brandenburg an der Havel) war ein preußischer General der Infanterie.

## Leben
Karl Friedrich entstammte einer alten Meißner Familie und war der Sohn von Johann Friedrich Hirschfeld (1711–1757) und dessen Ehefrau Elisabeth, geborene von Hoffmann (1728–1805).
Hirschfeld trat 1762 in die Preußische Armee ein und kam zum Infanterie-Regiment „von Münchow“. Später wurde er Adjutant von Friedrich Eugen von Württemberg. Er nahm auch am Bayerischen Erbfolgekrieg teil und wurde am 16. Februar 1787 als Kapitän in den preußischen Adelsstand erhoben. Bei den Kämpfen in Holland im Jahr 1787 erhielt er für die Eroberung der Ober Toomschanze am 23. September 1787 den Orden Pour le Mérite. Schon 1784 war er Inspektionsadjutant des Herzogs von Braunschweig geworden. Im ersten Koalitionskrieg nahm Hirschfeld beim Angriff auf die Zitadelle von Bitsch teil, wurde dabei schwer verwundet und war für einige Zeit dienstuntauglich. 1795 wurde er Adjutant des Herzogs von Braunschweig. 1798 wurde er Oberst und Kommandeur des I. Bataillons der Garde, 1801 erfolgte die Ernennung zum Generalmajor und Kommandanten von Potsdam.
Im Krieg mit Frankreich kommandierte Hirschfeld 1806 in der verlorenen Schlacht bei Auerstedt die Garde-Infanterie-Bataillone. Nach der Niederlage führte er ein gemischtes Detachement auf dem Rückzug des Fürsten Hohenlohe zur Oder, mit dem er infolge der Kapitulation bei Prenzlau Ende Oktober 1806 in Gefangenschaft geriet. Gemäß den Kapitulationbedingen wurde er gegen das Versprechen, in diesem Krieg nicht länger gegen Frankreich zu kämpfen, freigelassen. Wenig später inhaftierten ihn die Franzosen in der nun französischen Festung Magdeburg. Der Grund war der Vorwurf, er unterstütze seinen Sohn Eugen von Hirschfeld, der in der Festung Kolberg ein Freikorps gebildet hatte, dem auch sein jüngerer Sohn Alexander Adolf von Hirschfeld angehörte. Die Haft endete mit dem Frieden von Tilsit im Juni 1807.
Hirschfeld wurde Stadtkommandant von Brandenburg, wo er sich in der Kurstraße 7 in der Stadt niederließ. Nach dem Fünften Koalitionskrieg ließ Napoleon ihn im November 1809 wegen des gelungenen Ausbruchs von 200 Angehörigen des Schillsches Freikorps und der Teilnahme seiner Söhne Eugen und Moritz von Hirschfeld am Dörnberg-Aufstand und dem Zug der Schwarzen Schar absetzten und erneut für mehrere Monate arretieren. Ende 1810 setzte ihn König Friedrich Wilhelm III. auf halbe Pension, ohne ihm ein Truppenkommando zu übertragen.
Am Beginn der Befreiungskriege beförderte der König Hirschfeld nach zwischenzeitlicher Beurlaubung am 20. Mai 1813 zum Generalleutnant und stellte ihn an die Spitze einer Division der kurmärkischen Landwehr. Sie nahm zuerst an der Blockade von Magdeburg teil. In die Geschichte ging Hirschfeld als Befehlshaber der preußischen Truppen in der Schlacht bei Hagelberg ein. In diesem als „Kolbenschlacht“ bekannten Gefecht am 27. August 1813, rund fünf Wochen vor der entscheidenden Völkerschlacht bei Leipzig, vernichteten Linientruppen gemeinsam mit der neugeschaffenen Landwehr und russischen Kosaken ein napoleonisches Korps von 10.000 Mann. Lediglich 3.000 Franzosen konnten fliehen. Das ältere der beiden Denkmäler auf dem Hagelberg, das König Friedrich Wilhelm IV. 1849 eingeweiht hatte, zeigt auf seiner zentralen Platte das Konterfei von Hirschfeld.
Von Napoleon I. als „Kanaille“ verspottet und auch von den preußischen Linientruppen anfangs belächelt, trug die Landwehr entscheidend zum Ausgang des Hagelberger Gefechts bei. Nach dem Krieg war Hirschfeld  Militärgouverneur der Festung Magdeburg. Er erhielt am 4. November 1815 den Roten Adlerorden I. Klasse und zog nach seinem Abschied aus der Armee erneut nach Brandenburg, diesmal in die Domkurie II. Hier erlitt Hirschfeld im Jahr 1818 einen tödlichen Schlaganfall. Er wurde im Brandenburger Dom in der Schlabrendorfschen Gruft beigesetzt.

## Familie
Hirschfeld war mehrfach verheiratet. Am 27. Mai 1782 ehelichte er in Falkenhagen (Mark) Karoline Friederike Philippine von Faggyas (1761–1795). Nach deren Tod verheiratete er sich am 27. Dezember 1795 in Halberstadt mit Henriette Frederike Charlotte Ehrengard von der Schulenburg, verwitwete von Fuchs (1765–1800). Nach ihrem Ableben heiratete er in Potsdam am 30. August 1801 Ernestine Karoline Amalie Wilhelmine Elisabeth von Zanthier, verwitwete von Gillern (1766–1847). Aus den drei Ehen gingen insgesamt fünfzehn Kinder hervor:
- Karoline (1783–1849) ⚭ Johann Friedrich Karl II. von Alvensleben, preußischer Generalleutnant und Kommandeur der 2. Garde-Division
- Eugen (1784–1811), gefallen in Spanien als Oberst im Regiment Alcantara
- Wilhelmine Philippine August (* 1785)
- Alexander Adolf (1787–1858), preußischer General der Kavallerie
- Karoline Philippine Luise (1788–1859) ⚭ Alexander von Ruville (1780–1841), Oberstleutnant a. D.  Eltern von Amand von Ruville
- Moritz (1790–1859), preußischer General der Infanterie ⚭ Ida von Kamptz (1801–1875)
- Ferdinand (1792–1863), preußischer General der Infanterie
- Karoline Auguste Anna (1795–1876)
- Friederike Elise Bertha Emilie (1796–1871)
- Karl Eugen Christian (*/† 1798)
- Karl (1800–1878), preußischer Generalmajor

⚭ 1829 Bertha Freytag (1803–1838)
⚭ 1849 Philippine Amalie von Ruville (1818–1862)
- Karl Albert (1802–1807)
- Wilhelm Ludwig Heinrich Karl (1803–1843)
- Karl Ernst Cäsar (1805–1808)
- Bernhard Karl Wilhelm (1807–1886)